# Davidia involucrata
Espèce
Classification phylogénétique
Davidia involucrata, appelé aussi Arbre aux mouchoirs ou encore Arbre aux pochettes, en raison de ses larges bractées blanches, est un arbre de la famille des Nyssaceae originaire de Chine, aujourd'hui rare ou disparu de la plupart de ses régions d’origine[réf. nécessaire].
La plante a été récoltée en 1869 par le missionnaire botaniste français Armand David à Moupine, dans la montagne à l’ouest de Chengdu en Chine ; elle a été introduite en France en 1897.
Le Davidia involucrata est cultivé dans de nombreux jardins botaniques et parcs des régions tempérées du monde.

## Étymologie et histoire de la nomenclature

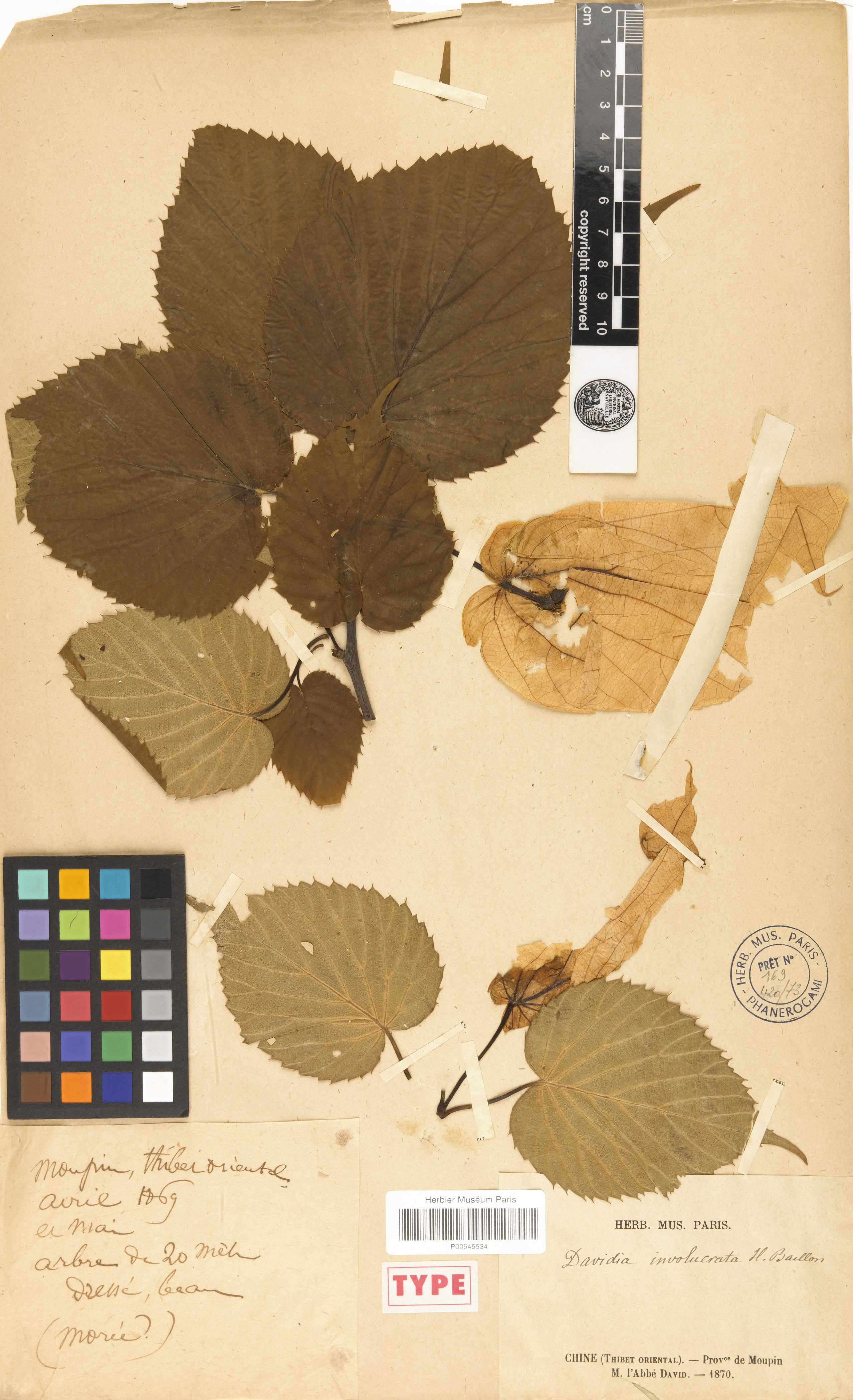
Type de Davidia involucrata, collecté par le père David à Moupine (穆坪 Mùpíng) en Chine en avril-mai 1869, envoyé au MNHN

Le nom de genre Davidia a été choisi en hommage au père Armand David, qui au XIXe siècle, a collecté cette espèce en Chine ainsi qu'une grande quantité de plantes inconnues des botanistes, les a séchées et envoyées au Muséum national d’histoire naturelle (MNHN). Son biographe E. Boutan, a recensé 2 919 spécimens de plantes venant du père David. Un bon nombre sont devenues des plantes ornementales des parcs et jardins des régions tempérées. 
L’épithète spécifique involucrata vient du latin involucrum « enveloppe » par référence à l’involucre de grandes bractées blanches de la fleur, qui a donné le nom commun d'« arbre aux mouchoirs ».
L’espèce a été décrite par Henri Baillon en 1871 dans Adansonia. Le genre Davidia a dû être créé spécialement pour cette espèce nouvelle.
Un peu plus tard, le botaniste du Muséum, Adrien Franchet qui étudiait les herbiers envoyés par les missionnaires botanistes, indiqua que Davidia involucrata  a été collecté par le père David à Moupine (actuellement xian de Baoxing dans la montagne à l’ouest de Chengdu) en avril 1869 :
« Ce bel arbre, à feuilles de tilleul, dont la culture est probablement possible en France, a été rencontré sur la lisière d’une forêt, tout près de la maison de refuge construite à Moupine  (Muping 穆坪) par les soins des missionnaires Lazaristes, pour cacher leurs élèves chinois durant les époques de persécution » (Plantae davidianae , 1888).

## Description

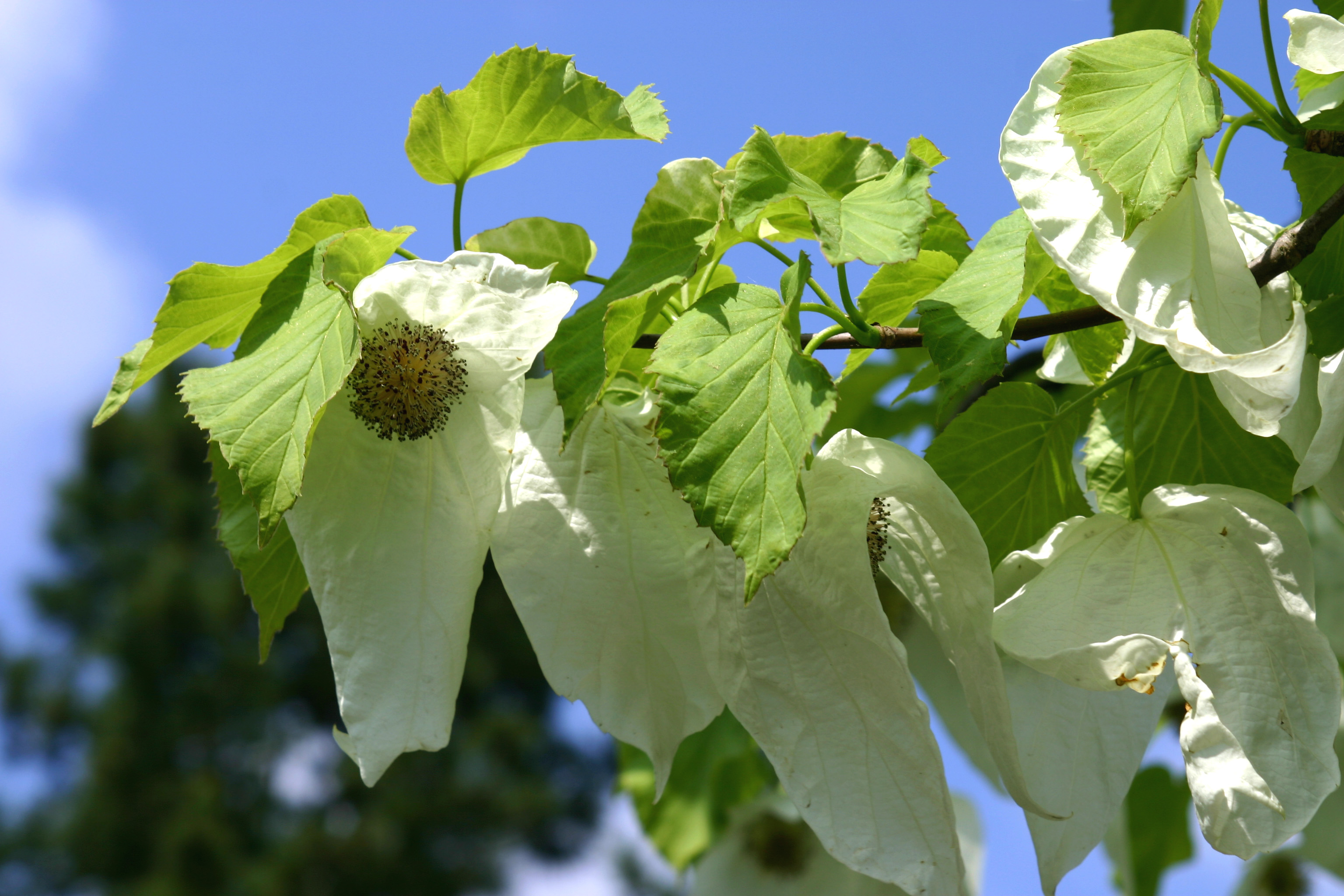
Inflorescence enveloppée dans 2 grandes bractées blanches

Le Davidia involucrata est un arbre atteignant 20 m de haut. Le tronc gris est marqué avec l’âge de quelques fissures verticales.
Son feuillage caduc lui confère un port conique large. La feuille rappelle un peu les feuilles du Tilleul ou du Mûrier : vert foncé avec des nervures proéminentes. Elle est portée par un pétiole de 4–7 cm. Le limbe est largement ovale, de 8–15 cm de long sur 7–12 cm de large, à base cordée, à apex acuminé. Elle est bordée de grandes dents pointues et feutrée en dessous. À l'automne, le feuillage se pare de superbes couleurs. 
L'arbre adulte porte de grandes bractées blanches qui lui donnent son intérêt printanier. L’inflorescence est un capitule globuleux de 2 cm de diamètre, porté par un pédoncule d’environ 7 cm, entourés de deux bractées blanches de taille inégales, la plus grande de 16–20 cm de long. Les fleurs sont mâles, femelles ou hermaphrodites, de tailles inégales. Souvent, elles sont toutes mâles dans une inflorescence. Au milieu des fleurs mâles peut se trouver une fleur femelle ou hermaphrodite. La fleur mâle est sans calice ni pétales, à 1–7 étamines, de 6–8 mm de long, à anthères ovales, violettes ; la fleur femelle ou bisexuée est à ovaire inférieur, à 6–10 locules[réf. nécessaire].
La floraison a lieu en avril-mai.
Le fruit est une drupe globuleuse, de 2 cm de diamètre, vert puis brun à maturité, contenant 3–5 graines. La fructification s'étale de mai à juin.

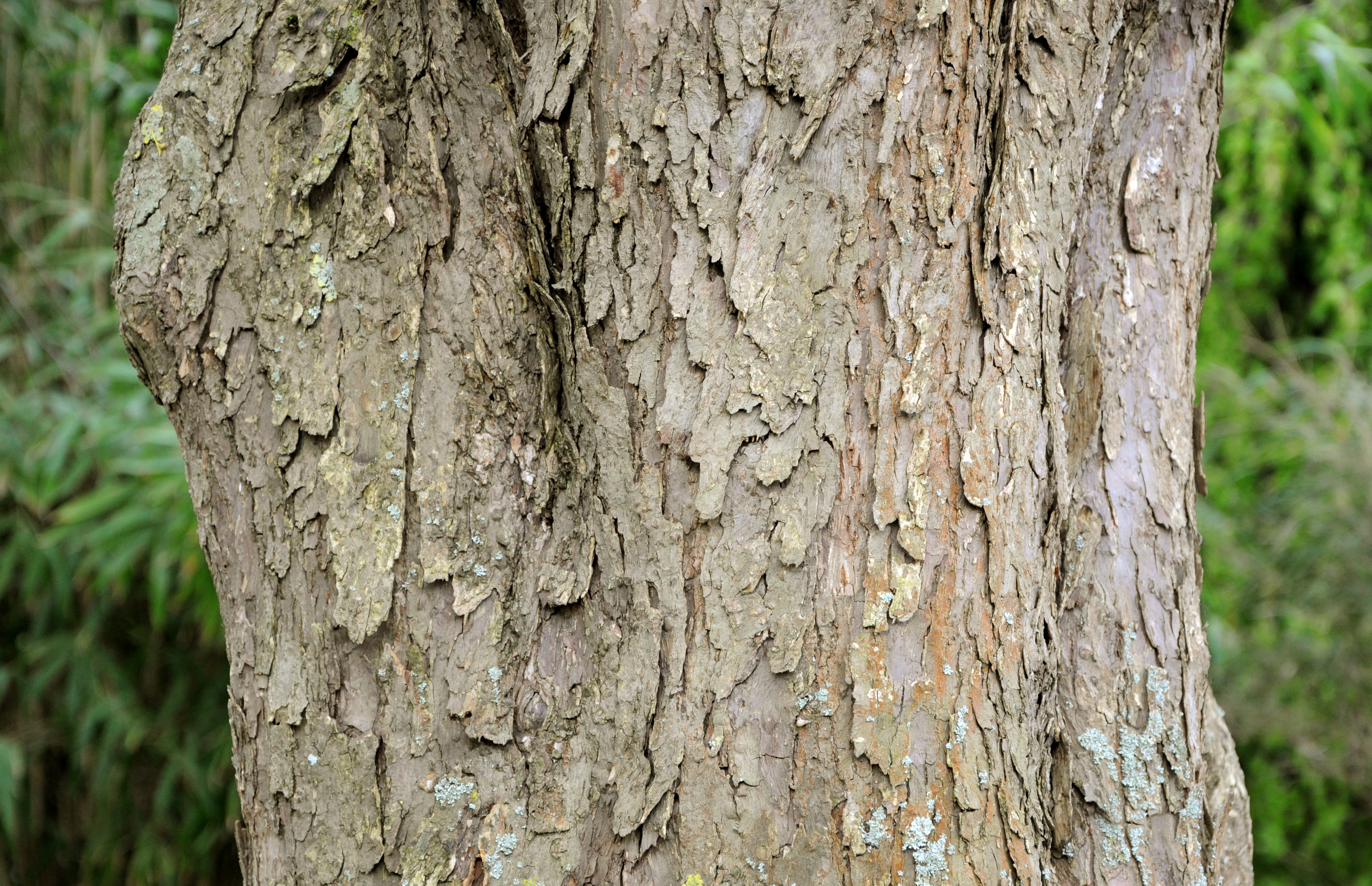
Tronc de Davidia involucrata
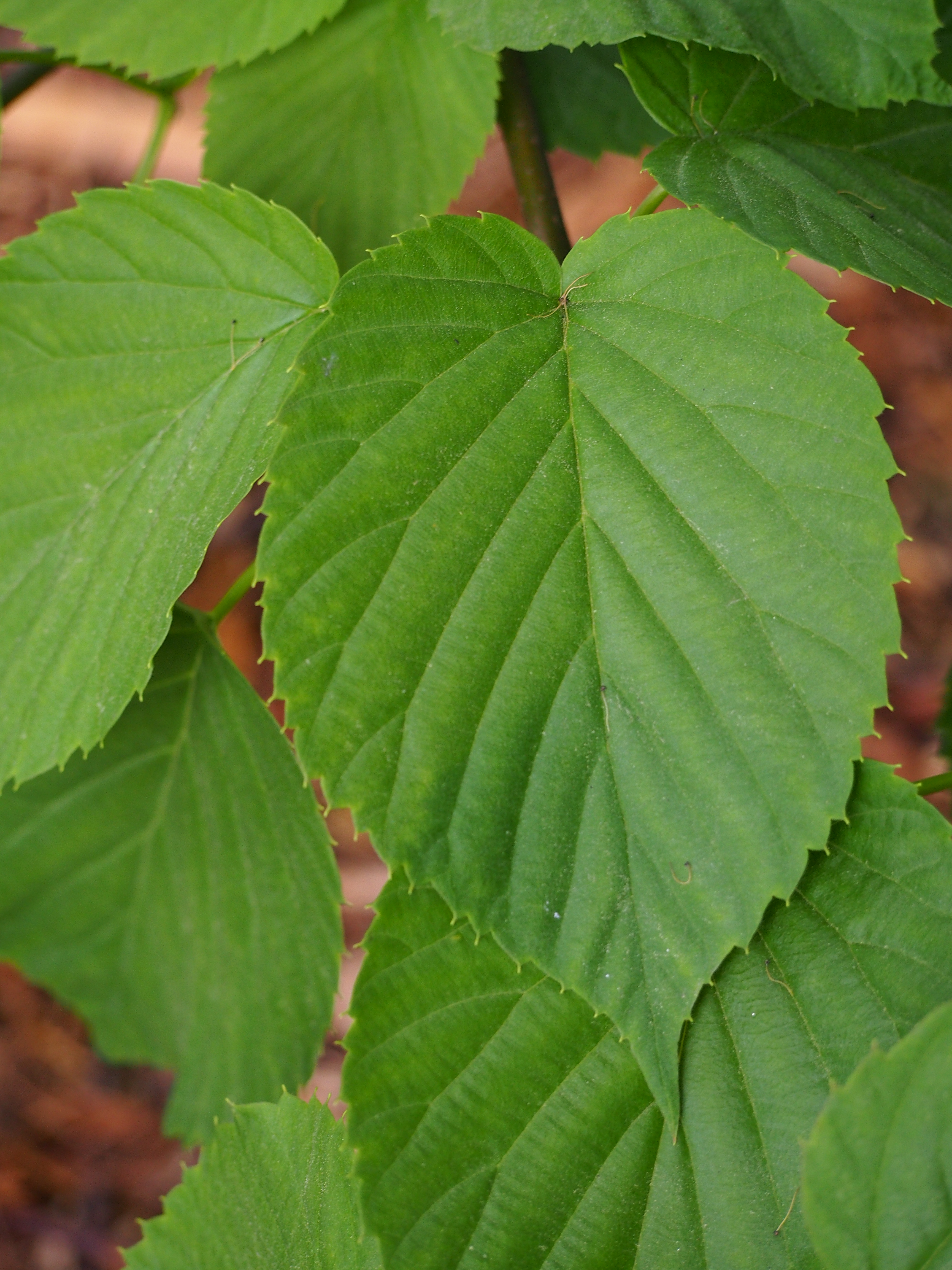
Feuilles
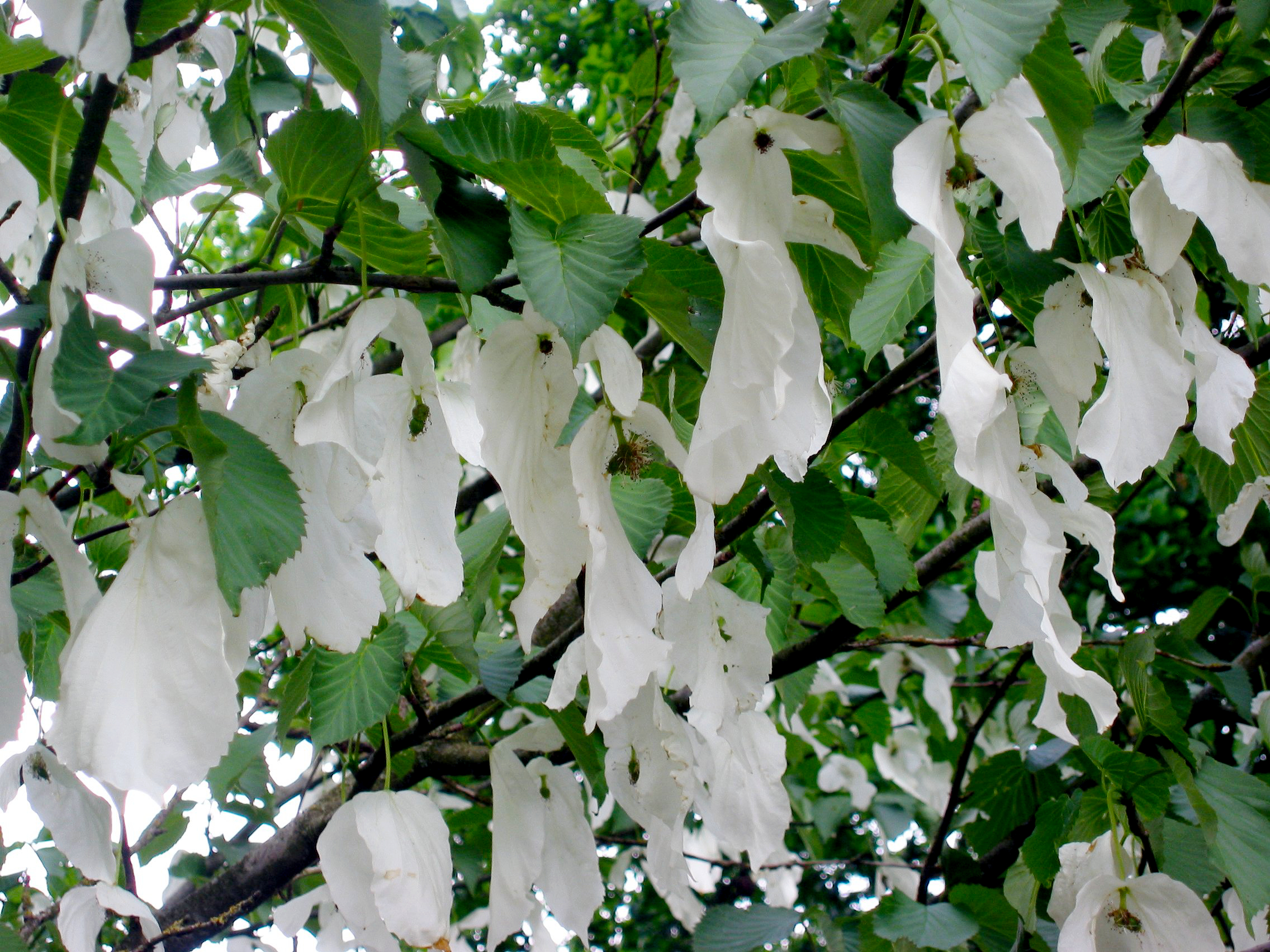
Inflorescences avec de grandes bractées blanches
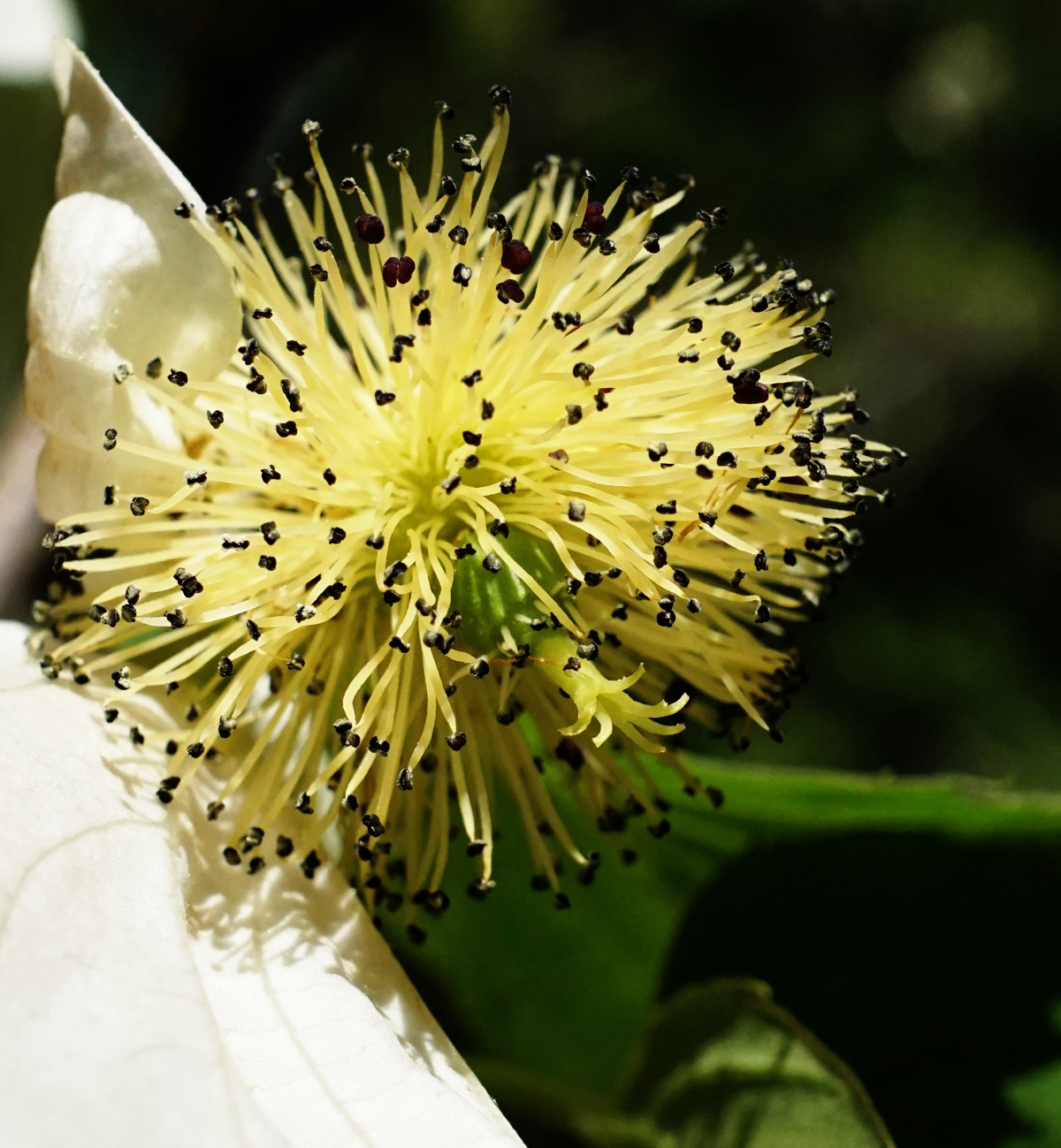
Inflorescence avec 1 fl. fem. au milieu de fl. mâles
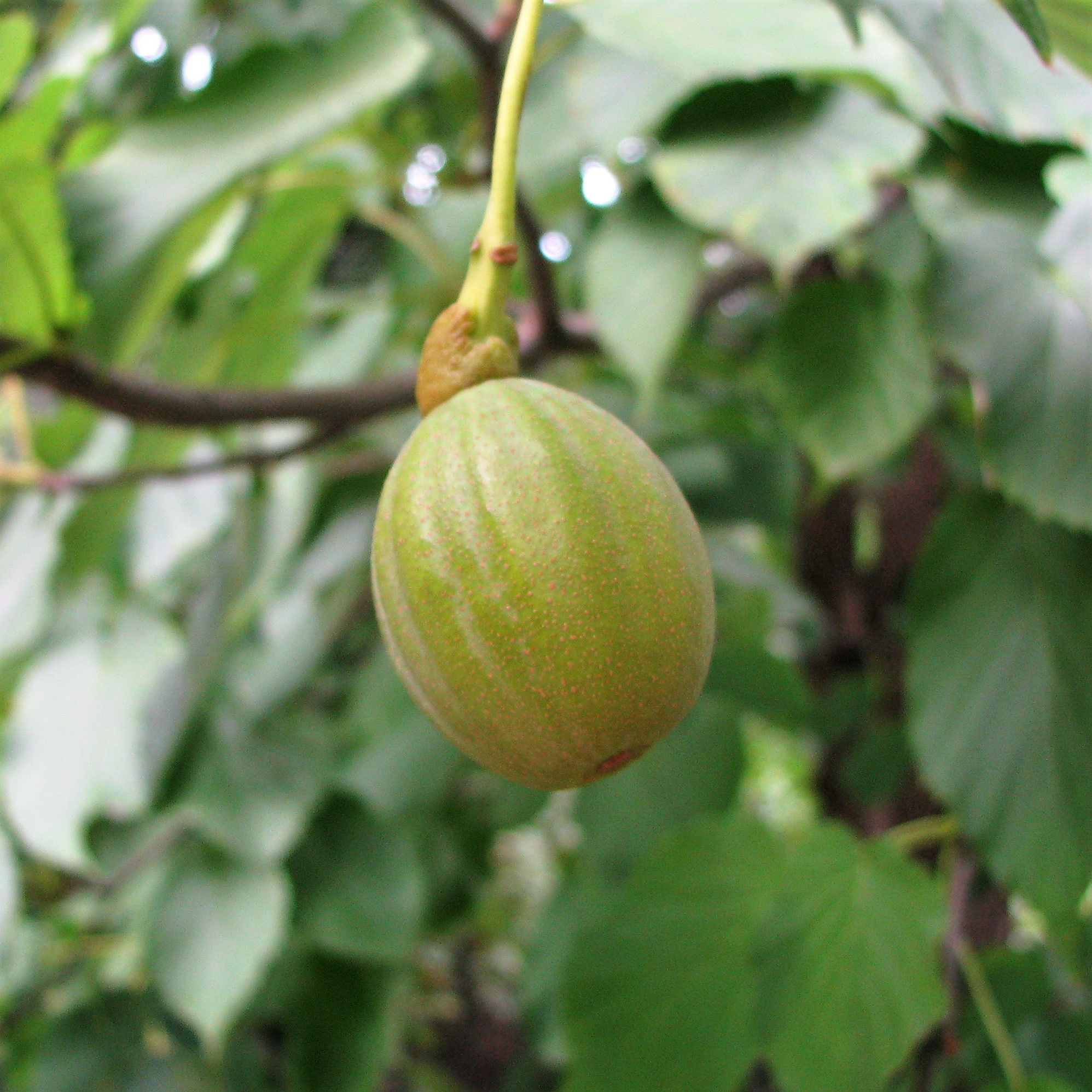
Fruit

Deux variétés sont reconnues :
- D. involucrata var involucrata, dessous des feuilles pubescentes
- D. involucrata var. Vilmoriniana, dessous des feuilles glabres ou à peine pubescentes

## Distribution
Davidia involucrata est principalement présent dans le sud-ouest de la Chine : Guizhou, Ouest du Hubei, Ouest du Hunan, Sichuan, Nord du Yunnan. En 2020, il ne demeure à l’état sauvage que dans le Sichuan et le Hubei.
Il croît dans les forêts mixtes humides d’altitude, entre 1 100 et 2 600 m. Le climat dans l'aire de répartition est frais et humide, humide et pluvieux, frais en été et doux en hiver.
Cette espèce est classée « rare » en Chine par Fang et Song. Elle a été classée comme une plante sauvage protégée de premier niveau national[réf. nécessaire].
Elle est progressivement introduite en Chine comme plante ornementale.

## Introduction en Europe et Amérique
Cette espèce a été introduite en France en 1897 avec l’envoi de graines collectées par un missionnaire botaniste le père Farges, à destination de Maurice de Vilmorin. Du lot de graines, une seule germera deux ans plus tard. Le père Farges envoie un second lot de graines en 1898 puis un troisième en 1903. Le collecteur de plantes britannique E. H. Wilson envoie en 1903 aussi des graines à l’horticulteur Veitch & Sons.
Le premier arbre à fleurir en Europe était issu du premier lot de graines de 1897, il fleurira en 1906 à l’Arboretum des Barres en France et fût illustré d’une photographie et de quelques notes dans The Gardeners' Chronicle du 2 juin 1906. Dans la pépinière Veitch à Coombe Wood, les arbres à mouchoirs fleurirent la première fois en 1911 et furent également illustrés dans The Gardener’s Chronicle cette même année.

## Culture
Sa multiplication est possible par bouturage des yeux en octobre puis sous abri à l’étouffée ou boutures à bois sec en hiver. Sinon, le semis fonctionne également, en plaçant le fruit entier et à maturité dans un mélange de compost et de terre en pot sous châssis froid ou même directement en pleine terre. Il faut attendre le printemps de la seconde année pour qu’il germe.
De croissance assez lente, sa floraison n'intervient que plusieurs années après sa plantation (15 à 20 ans d'âge).
Il préfère un sol assez profond et pas trop compact, ni trop sec, ni trop trempé, au soleil ou à mi-ombre dans un endroit protégé des vents froids. Le calcaire ne lui pose pas de problème.
Il est rustique, au moins jusqu'à -15 °C.
Il prend naturellement une belle forme. Si nécessaire, par la taille, l'aide à la conduite d'un tronc principal est possible (hauteur jusqu'à 15 m).
On ne lui connait ni maladies, ni insectes ravageurs, ni toxicité.

## Illustrations

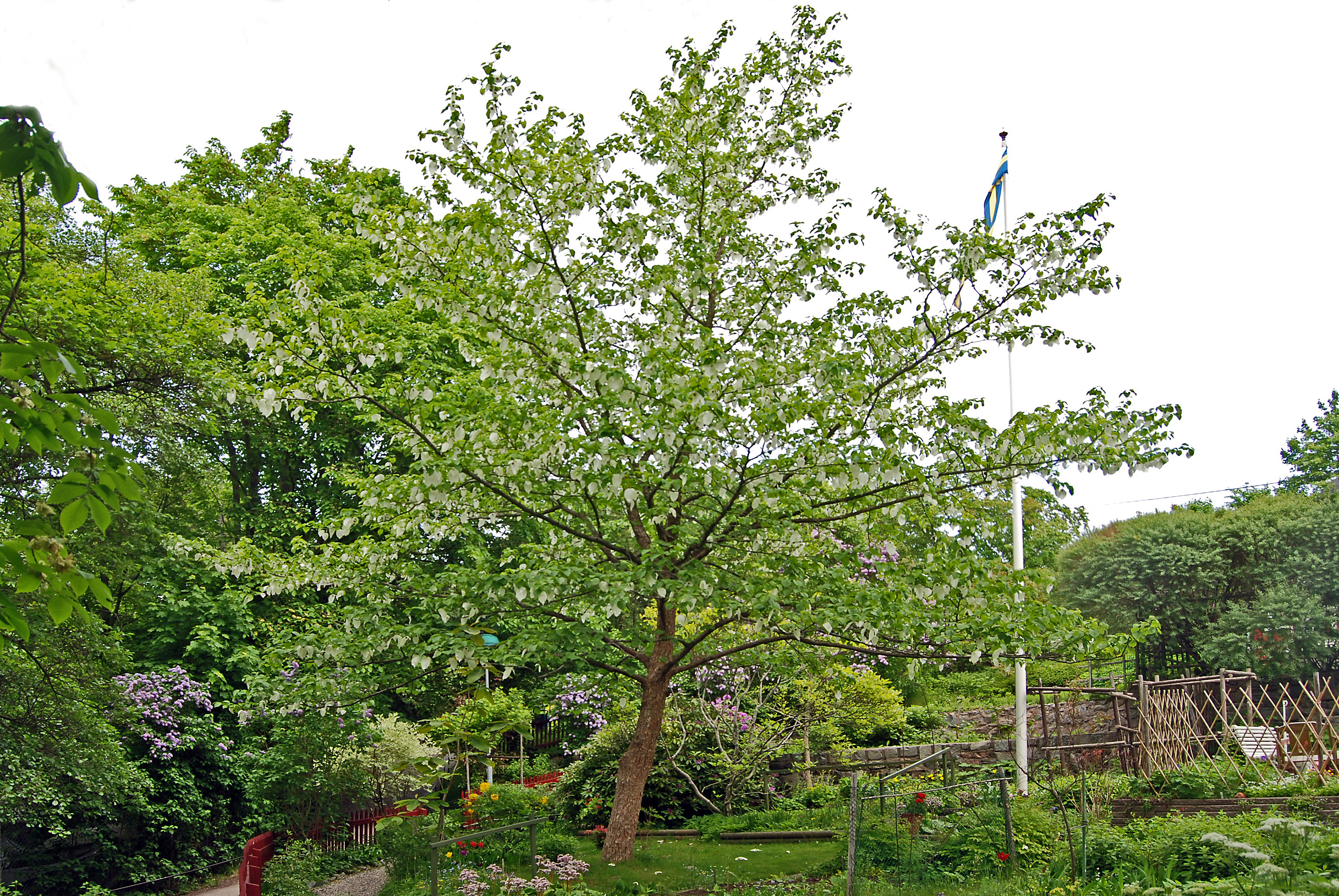
Port du Davidia involucrata
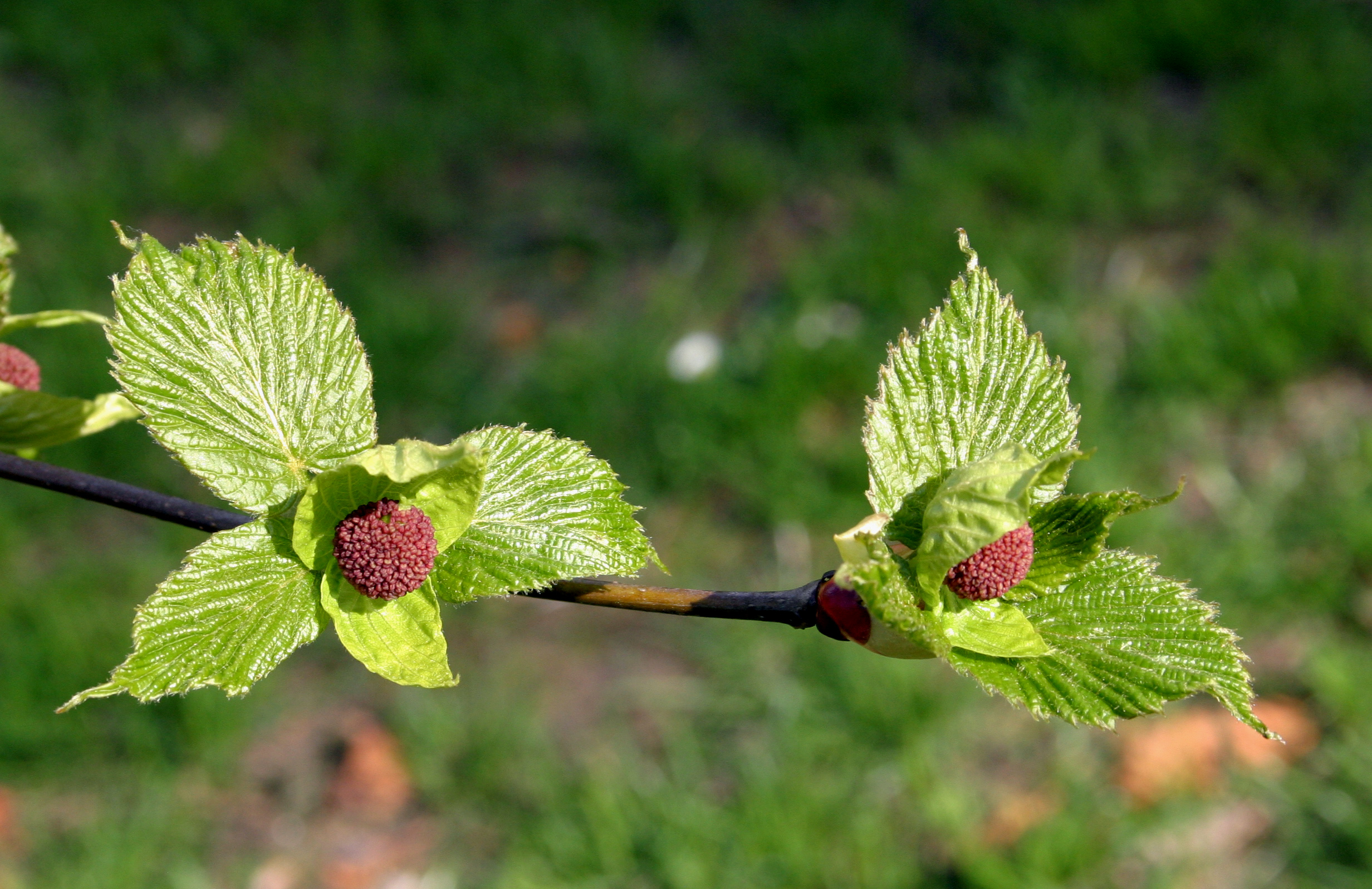
Jeune rameau et inflorescence
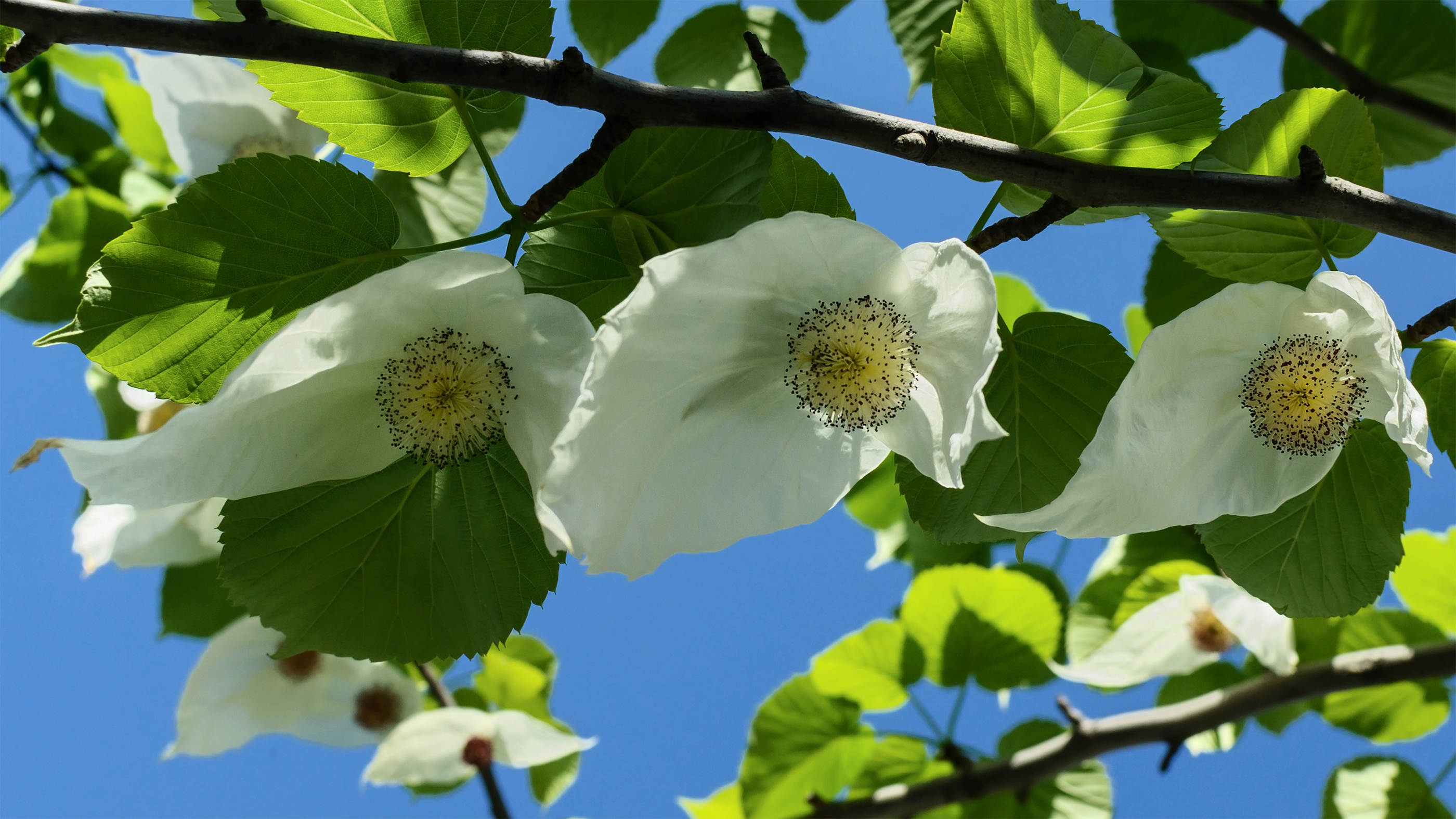
Inflorescences
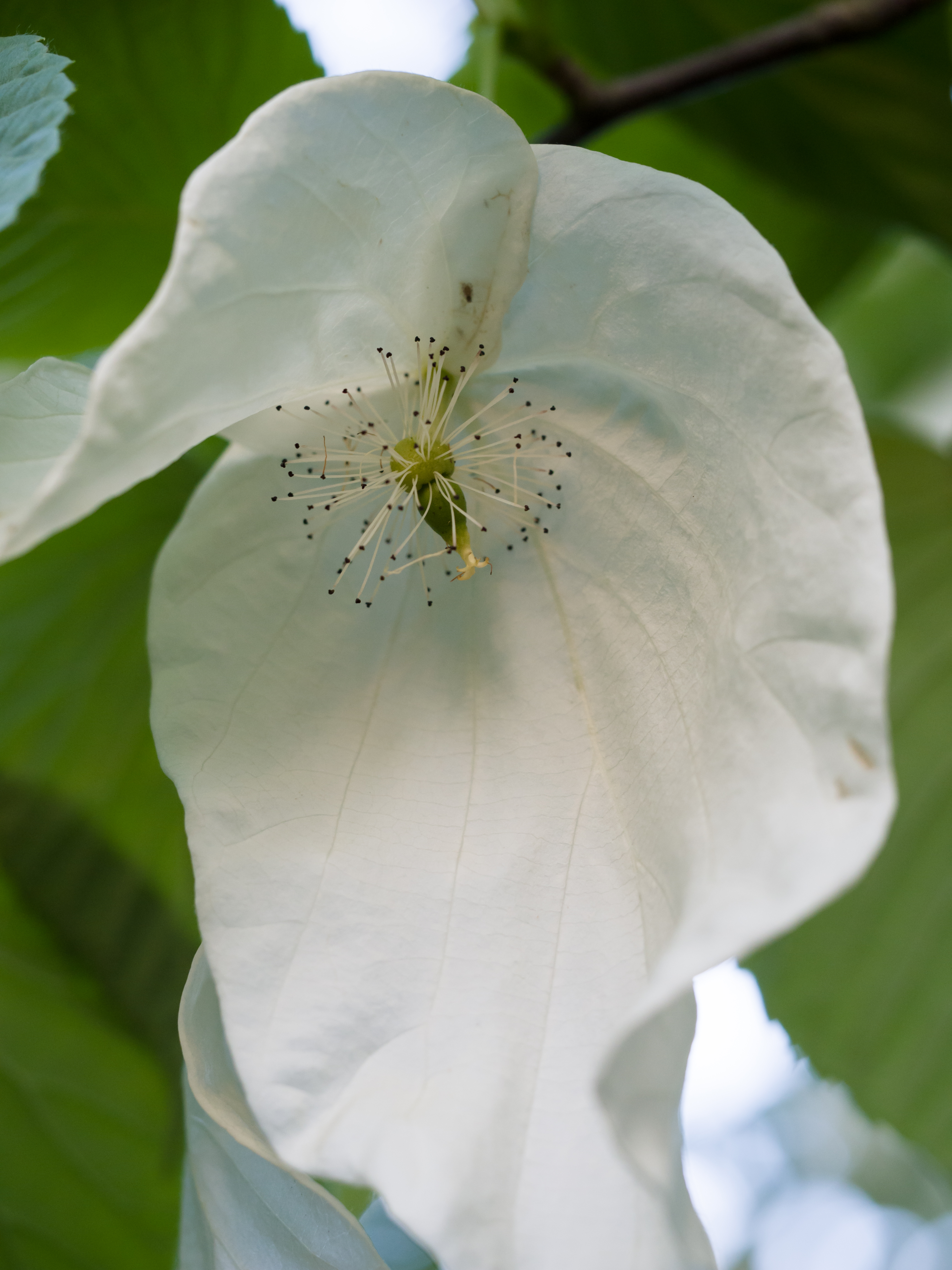
1 fleur femelle, et de mult. fleurs mâles
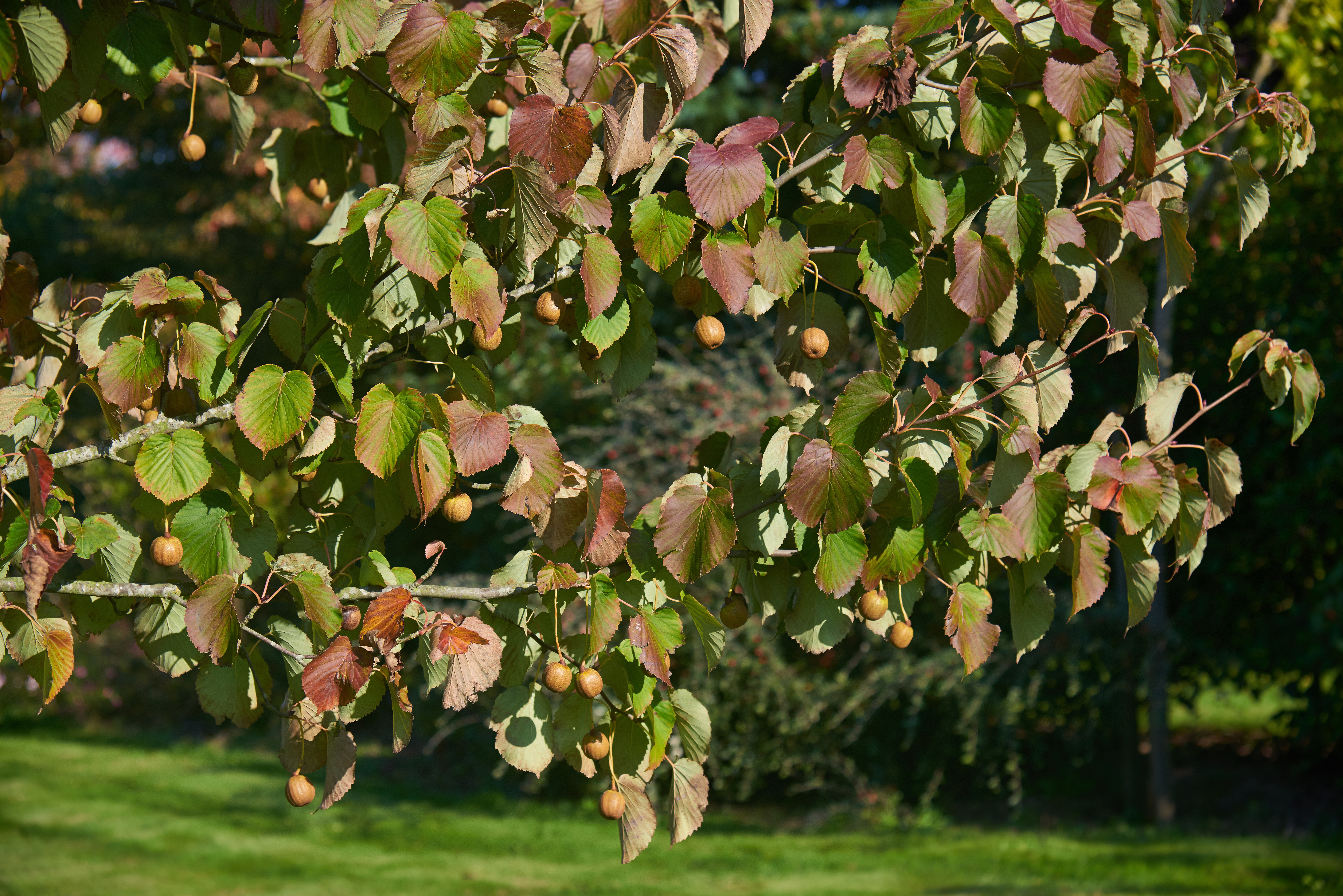
Fruits
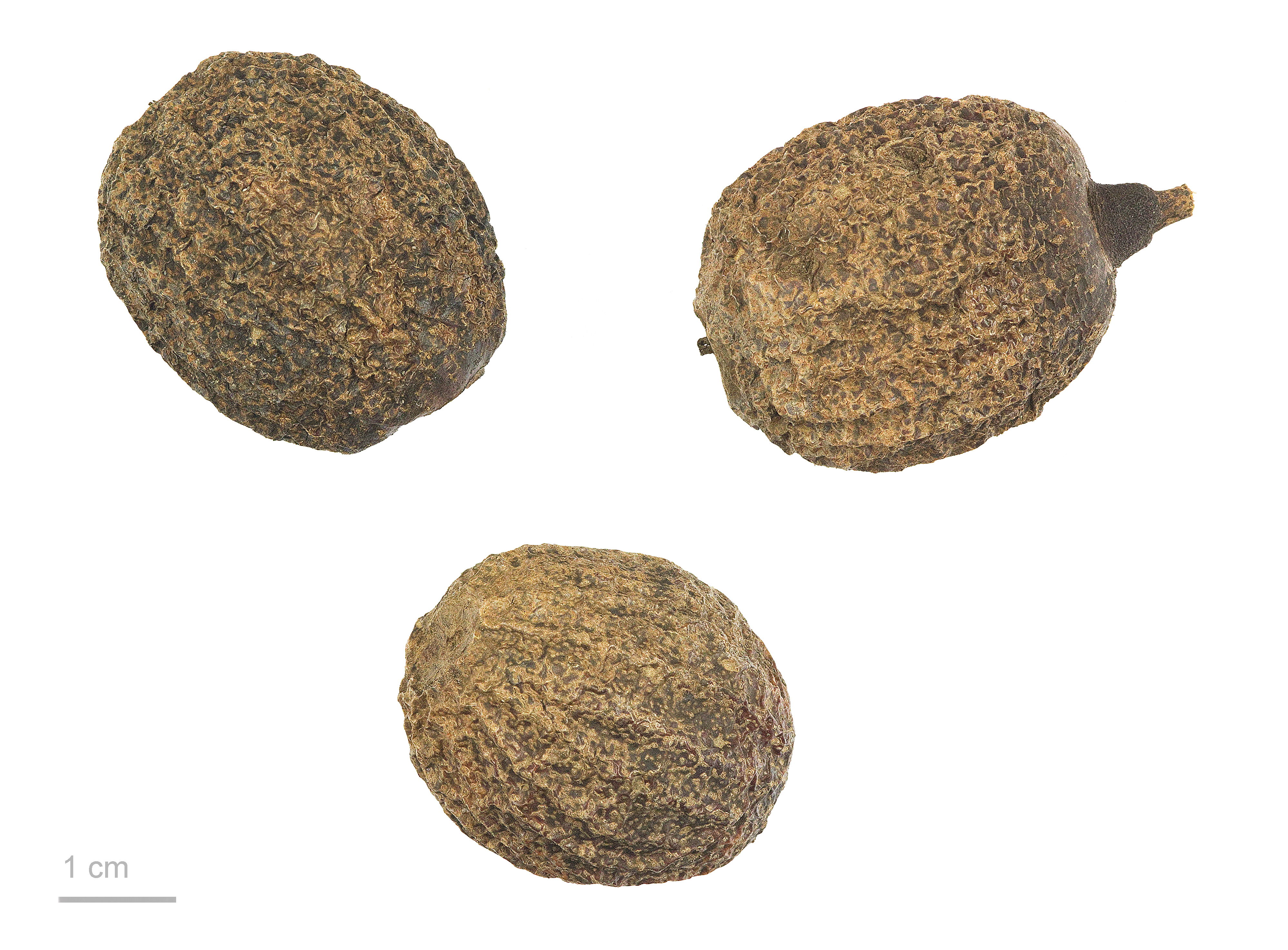
Fruits de Davidia involucrata - Muséum de Toulouse.
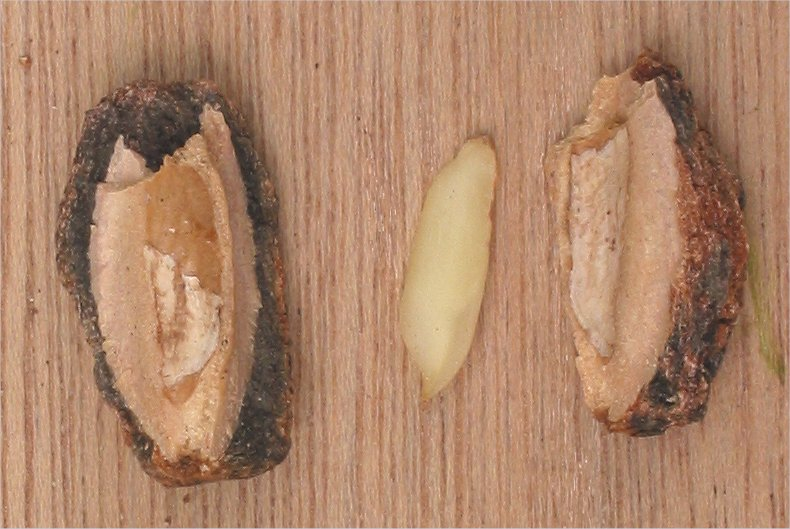
Graine